# Frank Fürbeth
Frank Fürbeth (* 2. November 1954 in Siegen) ist ein deutscher Philologe, der sich überwiegend mit der Germanistischen Mediävistik befasst. Fürbeth ist Mitglied im Mediävistenverband e. V. und war zeitweise Herausgeber der Zeitschrift Das Mittelalter.

## Leben
Fürbeth besuchte die Staatliche Oberrealschule, das heutige Otto-Hahn-Gymnasium in Saarbrücken bis zum Abitur im Jahr 1973. Nach dem Studium der Philosophie und Germanistik in Saarbrücken, Köln und Frankfurt am Main war er wissenschaftlicher Assistent am Institut für Deutsche Sprache und Literatur II an der Goethe-Universität in Frankfurt. Heute ist er daselbst außerplanmäßiger Professor. Fürbeth lebt heute in Bochum.

## Werke (Auswahl)
- Fürbeth, Frank (Hrsg. und Übersetzer ins Neuhochdeutsche): Das Buch aller verbotenen Künste von Johannes Hartlieb. Insel-Verlag, Frankfurt am Main, 1989. ISBN 3-458-32941-2
- Fürbeth, Frank: Johannes Hartlieb: Untersuchungen zu Leben und Werk. Niemeyer, Tübingen 1992 (= Hermaea. Germanistische Forschungen, Neue Folge, 64). ISBN 3-484-15064-5
- Fürbeth, Frank: Bibliographie der deutschen oder im deutschen Raum erschienenen Bäderschriften des 15. und 16. Jahrhunderts. In: Würzburger medizinhistorische Mitteilungen 13, 1995, S. 217–252.
- Fürbeth, Frank (Hrsg.): Zur Geschichte und Problematik der Nationalphilologien in Europa: 150 Jahre Erste Germanistenversammlung in Frankfurt am Main (1846 - 1996). Niemeyer, Tübingen, 1999. ISBN 3-484-10778-2
- Fürbeth, Frank: Heilquellen in der deutschen Wissensliteratur des Spätmittelalters: zur Genese und Funktion eines Paradigmas der Wissensvermittlung am Beispiel des ‚Tractatus de balneis naturalibus‘ von Felix Hemmerli und seiner Rezeption. Reichert-Verlag, Wiesbaden, 2004, ISBN 3-89500-396-4
- Fürbeth, Frank (Hrsg.) und Zegowitz, Bernd (Hrsg.): Vorausdeutungen und Rückblicke: Goethe und Goethe-Rezeption zwischen Klassik und Moderne. Winter (Verlag), Heidelberg, 2013. ISBN 978-3-8253-6107-5